# Logo (programozási nyelv)
A Logo nyelv parancsnyelv, a Lisp nyelv könnyebben olvasható adaptációja, melyet Wally Feurzeig és Seymour Papert készített. Mondhatjuk azt is, hogy a Logo a zárójelek nélküli Lisp. Ez a főként „teknőcgrafikájáról” ismert nyelv jelentős listakezelési, fájlkezelési és I/O képességekkel rendelkezik. A Logo-t a számítástechnika gyermekekkel való megismertetésére alkalmazzák (ennyiben szakterület-specifikus) és az alap számítástechnikai elvek tanítására, mint azt Brian Harvey tette a „Számítástechnika Logo módra” ("Computer Science Logo Style") trilógiájában. „Mikrovilágok” készítésére is használható, melyet a tanulók vizsgálgathatnak.

## A Logo története
A Logót 1966-ban alkotta meg Wally Feurzeig és Seymour Papert a cambridge-i BBN kutatóintézetben. Szellemi gyökerei a mesterséges intelligencia, a matematikai logika és a fejlődéspszichológia területén találhatók. A Logo kutatás, fejlesztés és tanítás első négy éve a BBN-nél zajlott. Az első megvalósítás LISP nyelven készült egy PDP-1-es számítógépen. A neve "ghost" (szellem) volt.
A teknőcgrafika későbbi fejlesztés. Azonban már 1966-68 között Kalmár László vezetésével a Szegedi Kibernetikai laboratóriumban megépült a nevezetes kibernetikus katicabogár, meg a logikai gép, amelyeket szegedi jelzővel tart számon a tudománytörténet.
A Logo, az alapelveket tekintve, most sem különbözik a teknős előttitől. Az első teknős rádió irányítású (vezeték nélküli) padlójáró volt, és Irvingnek nevezték. Érintő érzékelői voltak, és az „előre”, „hátra”, „jobbra”, „balra” (fordulás) és a „csenget” parancsokat értette (volt csengője is). Az első iskola, ahol használták: Muzzy Jr High, Lexington MA.

## Logo megvalósítások
Több mint 130-féle Logo megvalósítás létezik, melyek közül mindegyiknek megvan a maga erőssége. Népszerű keresztplatformos megvalósítás az UCBLogo. Freeware windowsos változata a MSWLogo az Egyesült Királyságban terjedt el. A Comenius Logo pedig Hollandiában, Németországban, Csehországban, Magyarországon stb. A SOLI Logo a francia változat, melyet széles körben használtak elemi iskolákban az 1980-as években. A Lego/Logo egy olyan rendszer volt, amely teknős vagy Lego motorok és érzékelők vezérlésére szolgált, s gyakran használták az osztálytermekben az 1990-es évek közepén. Az ARLOGO az UCBLogo arab nyelvű portja, melyet az első arab nyelvű nyílt forrású programnyelvnek tartanak.
Az Imagine Logo 7-féle nyelven használható: magyar, angol, cseh, lengyel, portugál, brazil és szlovák.

## A teknőc programozása

### Példák

#### 1. példa: négyzet
Ez a kódrészlet 100 egység oldalú négyzetet rajzol.
```
forward 100
right 90
forward 100
right 90
forward 100
right 90
forward 100
```

#### 2. példa: háromszög
Ez a kódrészlet 100 egység oldalú egyenlő oldalú háromszöget rajzol.
```
forward 100
left 120
forward 100
left 120
forward 100
```

#### 3. példa: szaggatott vonal
A következő példa egy 100 egységnyi hosszúságú pontozott vonalat rajzol. Az egyes szakaszok hosszai 20 egység hosszúak.
```
  PD FORWARD 20
  PU FORWARD 20
  PD FORWARD 20
  PU FORWARD 20
  PD FORWARD 20
```

De ugyanezt rajzolhatjuk ciklussal is:
REPEAT 3 [PD FORWARD 20 PU FORWARD 20]
Azonban ne felejtsük el azt sem, hogy ha magyar Logóról van szó:
ISMÉTLÉS 3 [TL ELŐRE 20 TF ELŐRE 20]

#### 4. példa: programciklusok
Az első példa négyzetrajzoló programja tömörebben
(csak a teknőc még fordul 90 fokot) (feltétel nélküli ciklus):
```
repeat 4 [ forward 100 right 90 ]
```

#### 5. példa: új szavak
Az előző négyzetrajzoló kód új szóként:
```
to negyzet
repeat 4 [ forward 100 right 90 ]
end
```

#### 7. példa: paraméterezés
Tetszőleges oldalhosszúságú négyzetet rajzoló szó:
```
to negyzet :oldal
repeat 4 [ forward :oldal right 90 ]
end
```

Tetszőleges oldalhosszúságú és szögszámú szabályos sokszöget rajzoló szó:
```
to sokszog :oldalhossz :szogszam
repeat :szogszam [ forward :oldalhossz right 360/:szogszam ]
end
```

## A Logo nyelv

### Függvények és eljárások

#### 8. példa: spirál rekurzióval
Példa rekurzióra a Logóban.
Eredmény:

## Helló, világ!
```

Print [Hello, világ!]
Label [Hello, világ!]

```